# 국립중앙박물관
국립중앙박물관(國立中央博物館, 영어: National Museum of Korea)은 대한민국 서울특별시 용산구 서빙고로 137번지에 위치한 국립박물관이다. 1909년 대한제국 시절 개관한 창경궁의 제실박물관을 모태로 하고 있으며, 일제강점기 조선총독부 박물관 시절을 거쳐 1945년 8·15 광복 직후 설립된 '국립박물관'이 조선총독부 박물관의 소장품을 인수하는 형식으로 역사를 이어나갔다. 1972년 7월 19일에는 지금의 명칭인 '국립중앙박물관'으로 새로 발족하였다. 
1972년 발족 당시에는 경복궁 북동쪽 부지에 본관이 마련되어 있었으며 현재는 국립민속박물관 건물로 사용되고 있다. 1986년 중앙청으로 불리던 옛 조선총독부 청사로 이전되었으나 1995년 조선총독부 철거 결정과 함께 경복궁 남서쪽의 현 국립고궁박물관 건물로 임시 이전하였다. 이후 2005년 10월 28일 용산구 미군기지 반환 부지에 새 건물을 신축 개관하여 자리를 옮긴 뒤 지금까지 유지되고 있다.
본관은 동관과 서관으로 나누어져 있으며, 지하 1층·지상 6층으로 이루어져 있다. 전시 공간은 3개 층으로 나누어져 있다. 길이 404m, 최고 높이 43.08m의 건물로, 면적순으로 따졌을 떄 대한민국에서 가장 큰 박물관이자 세계에서 13번째로 큰 박물관이다. 소장품 규모는 2024년 기준으로 약 21만여 점에 달하며, 2023년 방문객수 418만 명을 기록하며 역대 최고를 기록하였다.

## 역사

### 전신
국립중앙박물관의 역사는 대한제국 시절이던 1909년 11월 창경궁에 제실박물관을 개관한 것에서 출발하였다. 경술국치 이후 1915년 12월에 조선총독부 박물관으로 이름을 바꿨다. 1916년 4월에는 오타니 고즈이가 둔황에서 수집한 중앙아시아 유물 '오타니 컬렉션'의 일부가 데라우치 마사다케 조선 총독에게 기증되면서 조선총독부 박물관의 소장품이 되었다.
1945년 8.15 해방 직후 건국준비위원회의 위촉을 받은 김재원 박사가 조선총독부박물관의 소장품을 접수하였으며, 1945년 12월 '국립박물관'을 처음으로 개관하였다. 1947년 2월 당시 국립박물관의 진열품 (관리등록 유물) 규모는 4만 6,882점으로 집계되었다. 1949년 12월에는 문교부 소속으로 변경되었다. 이듬해 1950년 12월 한국 전쟁으로 인해 부산시 광복동으로 임시 이전하였다가, 1953년 8월 서울 경복궁으로 청사를 복귀하였다.
1954년 1월 남산 분관으로 잠시 이전하기를 거쳐, 1955년 6월에는 덕수궁 석조전으로 재이전하였다. 1968년 7월에는 문화공보부 소속으로 변경되었고, 1969년 5월에는 덕수궁미술관의 소장품을 인하여 국내 최대 규모의 박물관으로 자리매김했다.

### 경복궁 시대
1972년 7월 지금의 '국립중앙박물관'으로 명칭을 변경한 것이 직접적인 역사의 시작으로, 그해 8월에는 경복궁 북서쪽 옛 전각 터에 전용관을 처음으로 신축해 이전하였다.
1980년에는 동원 이홍근 선생의 서화, 도자, 공예 유물 소장품 총 10,202점이 기증되어 2021년 이전까지 최대 규모 기증사례로 남았다. 이듬해 1981년 기증 유물 572점을 추려 전시한 '동원 선생 수집문화재’ 특별전은 전시 연장과 함께 10만 명의 관람객을 끌어모았다.
1986년 8월에는 종전까지 중앙청이라 하여 국회의사당과 본 정부청사로 사용되던 구 조선총독부 청사를 보수하여 이전하였다. 1992년 10월에는 기존 한국민속박물관으로 소속 운영되던 국립민속박물관을 분리하였다. 국립민속박물관은 이듬해 1993년, 종전에 쓰이던 국립중앙박물관 부지로 이전 개관하였다.
하지만 1995년 8월 조선총독부 청사 해체 공사가 시작되자, 청사 서쪽 방면의 사회교육관 건물을 증개축하여 1996년 12월에 임시 이전하였다. 이 건물은 2005년 용산 이전 후에는 국립고궁박물관으로 전환되어 지금까지 사용되고 있다.

### 용산 시대

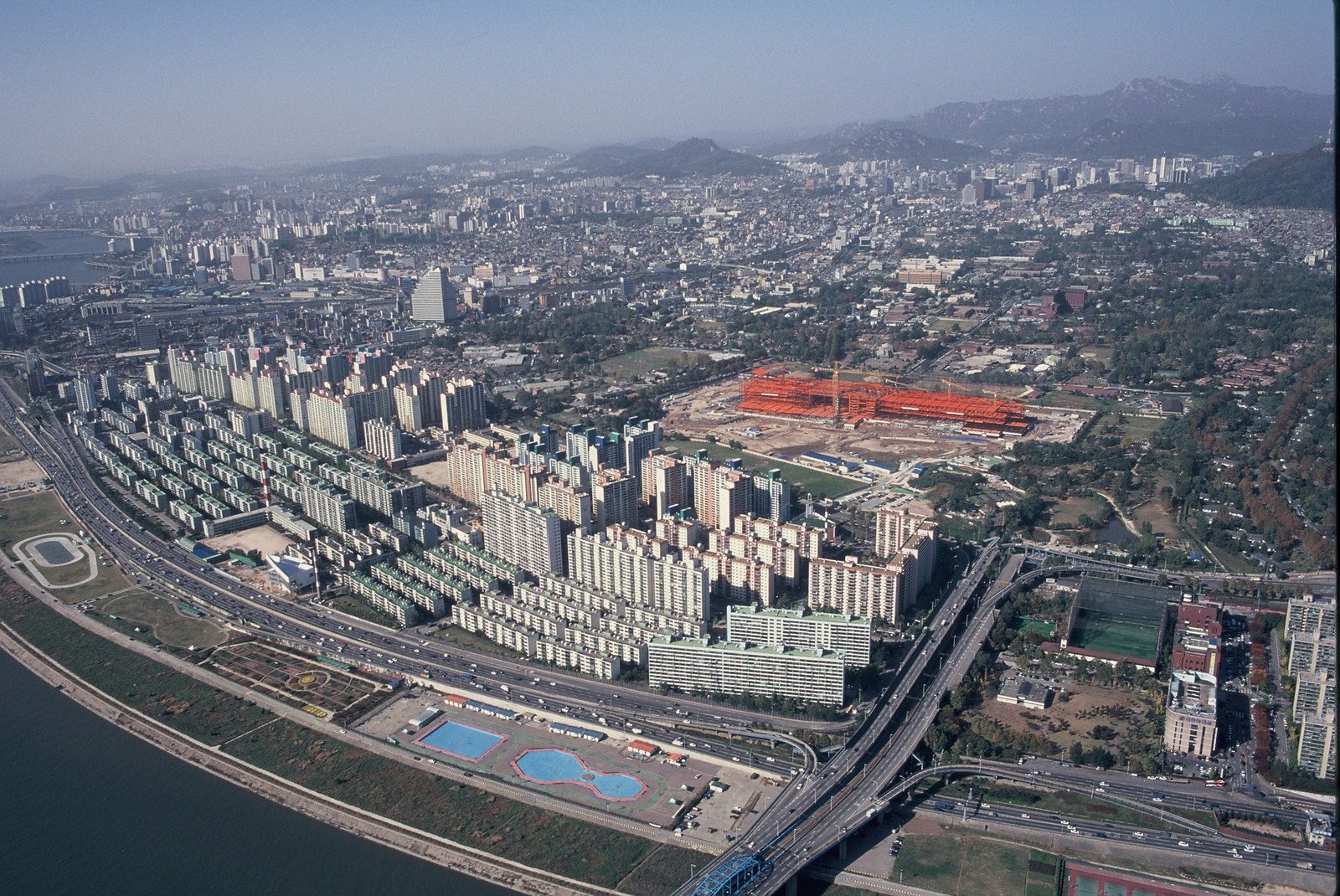
1999년 국립중앙박물관 신축현장

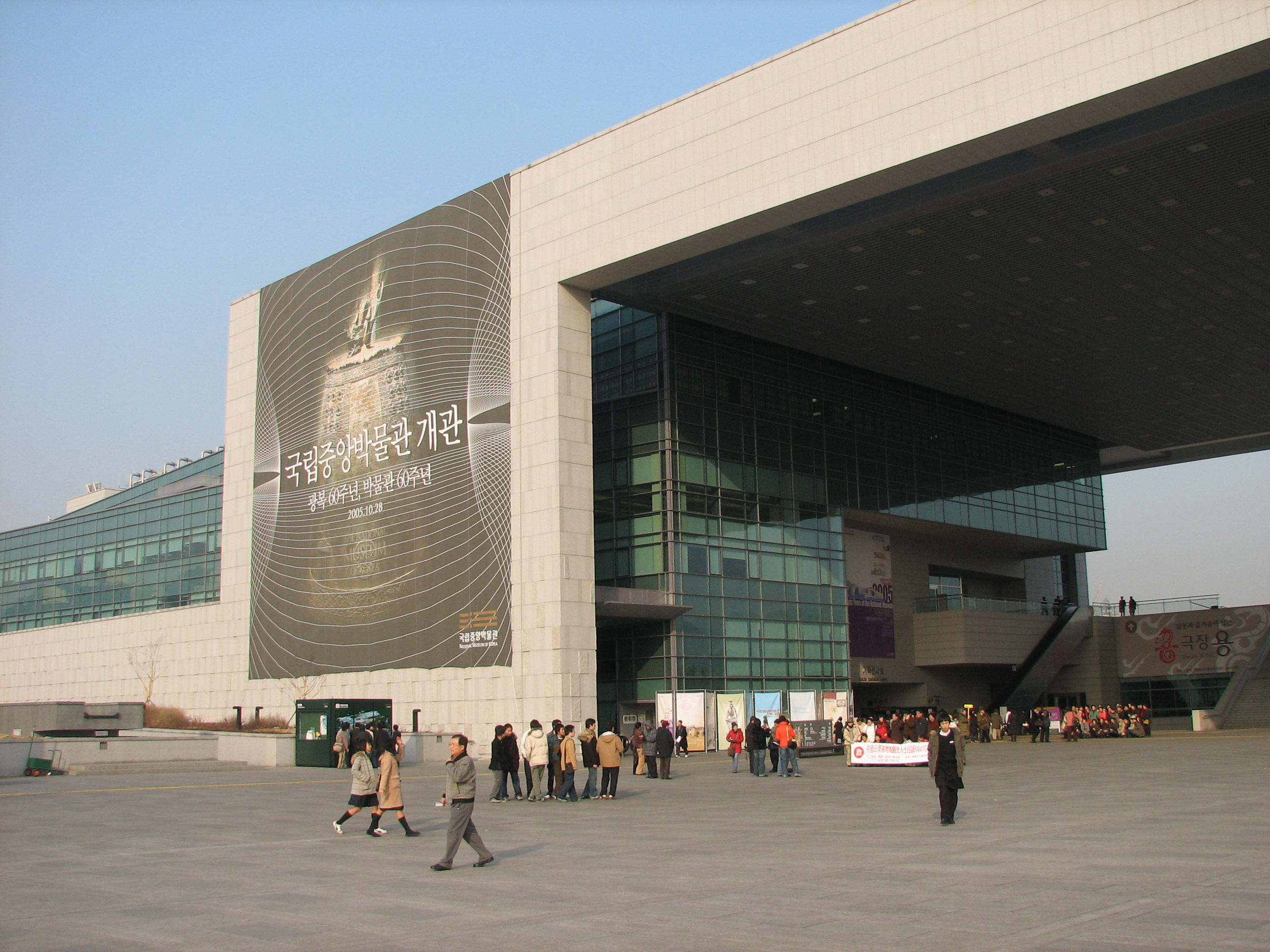
2005년 이전 개관 당시 모습

1995년 조선총독부 청사 철거와 함께 국립중앙박물관 신축 계획이 논의되기 시작하였으며, 그 부지는 용산가족공원으로 전환된 용산구 옛 미군기지 터의 일부를 활용하는 것으로 결정되었다. 8년여의 공사를 거쳐 2005년 10월 완공된 건물에 이전하여 개관한 것이 지금까지 이어지고 있다.
개관 직후에는 입장료가 유료였으나 2008년부터 무료로 전환하였다. 2011년부터는 디자인팀을 신설하여 상설전시관을 비롯한 기존 전시공간의 개선작업에 들어가기 시작하였다.
2021년 4월, 이건희 전 삼성전자 회장 소유의 '이건희 컬렉션' 중 고미술품 총 21,693건이 국립중앙박물관에 기증되었다. 이는 국립중앙박물관의 전체 기증품 가운데 46% 규모를 차지하는 역대 최대 규모로, 겸재 정선의 《인왕제색도》와 《월인석보》를 비롯한 국보 14건과 보물 46건이 포함됐다. 국립중앙박물관은 이건희 컬렉션을 함께 기증받은 국립현대미술관과의 협력전시를 기획, 2021년 6월에는 '고 이건희 회장 기증 명품전', 2022년 4월에는 기증 1주년 기념전 '어느 수집가의 초대'의 특별전을 개최하였다.

## 전시

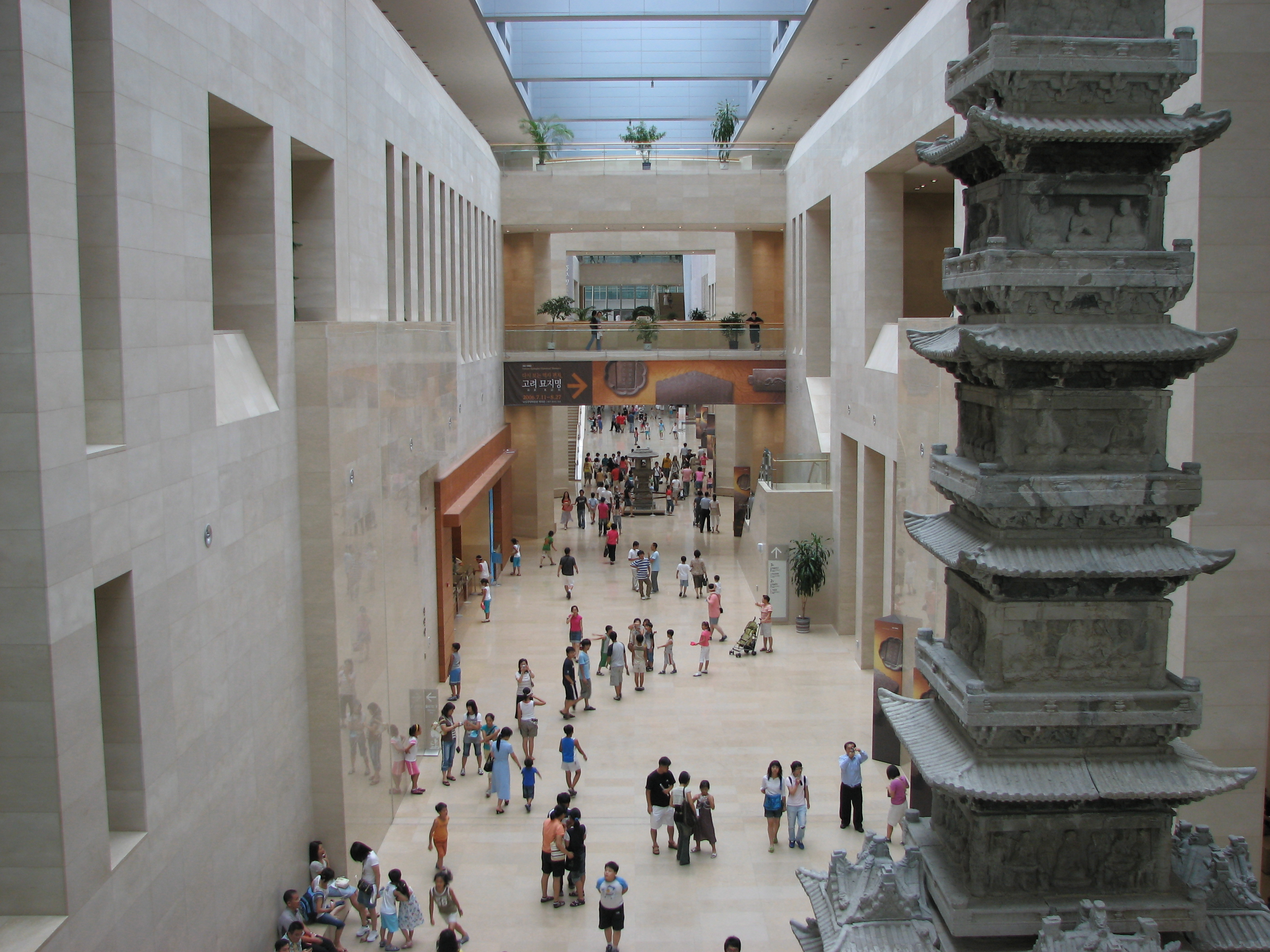
경천사지 10층 석탑과 국립중앙박물관 내부

3층 규모에 총 6개의 관과 50개의 실로 구성되어 있다. 12,044점의 유물을 전시하여 제공하고 있으며 전시물은 외부전시일정 및 유물의 보존 상태를 위하여 주기적으로 교체하고 있다. 상설전시장 및 어린이박물관은 무료로 관람할 수 있다. 전시장은 국립중앙박물관 앱 또는 PMP로 전시안내서비스를 이용하여 관람에 도움을 받을 수 있다. 또한 영어, 일본어, 중국어, 프랑스어 등 외국인을 위한 전시해설도 갖춰져 있다.
개관시간은 항상 오전 10시이며 월, 화, 목, 금요일에는 18시까지 관람할 수 있고 수, 토요일은 21시 까지이다. 일요일 및 공휴일에는 19시까지이다. 매년 1월 1일과 설날 당일, 추석 당일에는 휴관한다.

### 선사·고대관
인류가 한반도에 살기 시작할 때부터 남북국시대에 이르기까지의 시대를 다룬 통사적 전시공간이다. 구석기실, 신석기실, 청동기/고조선실, 부여/삼한실, 고구려실, 백제실, 가야실, 신라실, 통일신라실, 발해실로 구성된다.
주요 전시품
- 연천 전곡리 주먹도끼
- 빗살무늬토기
- 농경문 청동기

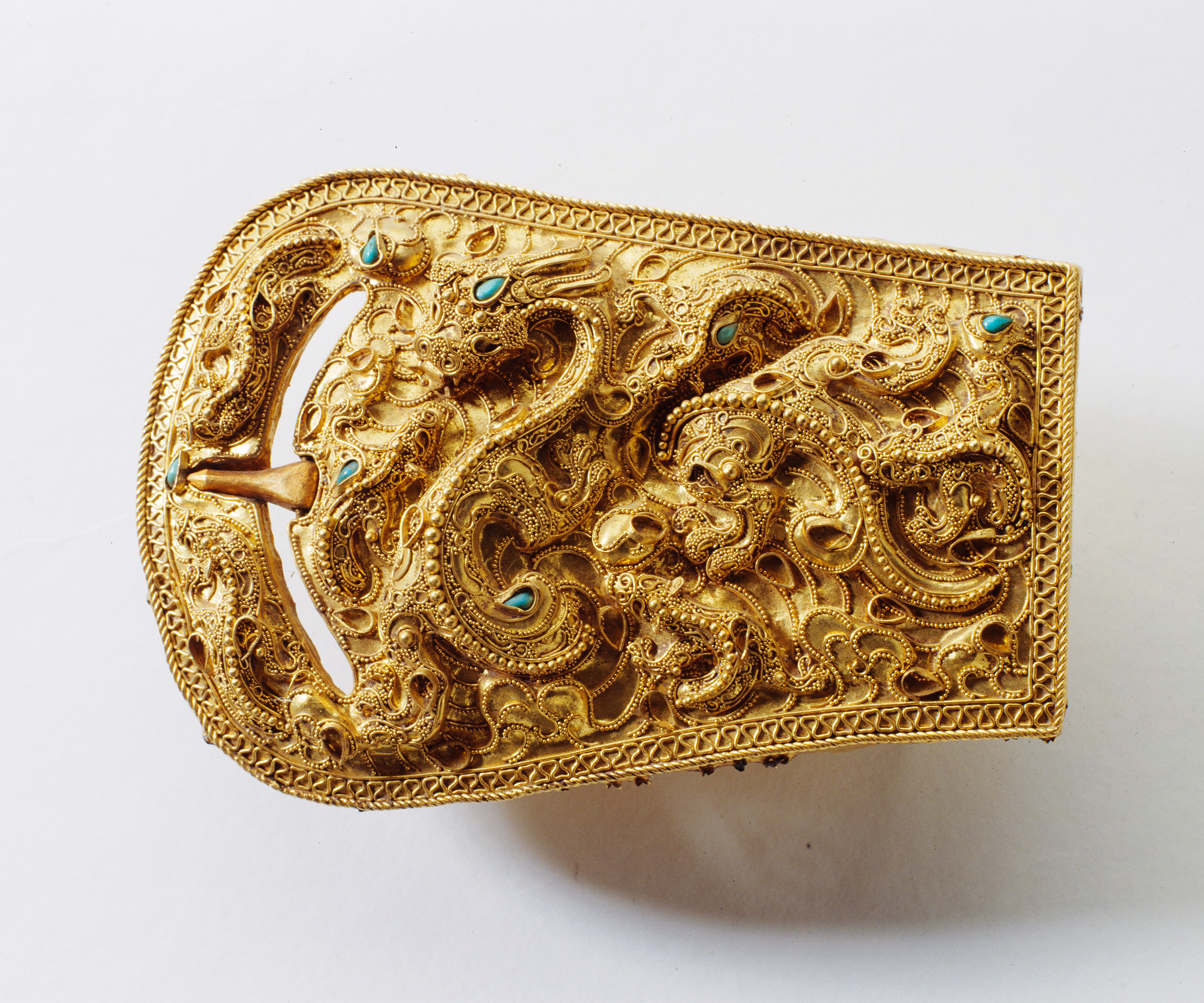
평양 석암리 금제 띠고리
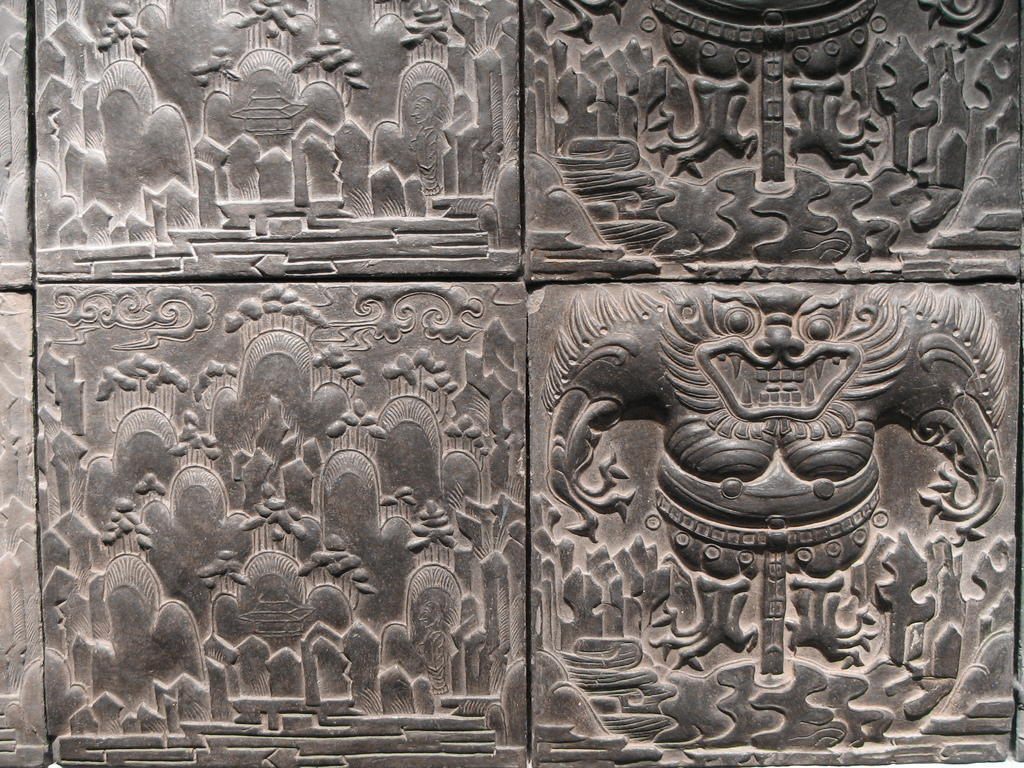
산수무늬 벽돌

- 창원 다호리 유적 1호 목관
- 고구려 고분벽화 모사도
- 부여 외리 문양전 일괄
- 고령 지산동 유적 출토 가야 유물
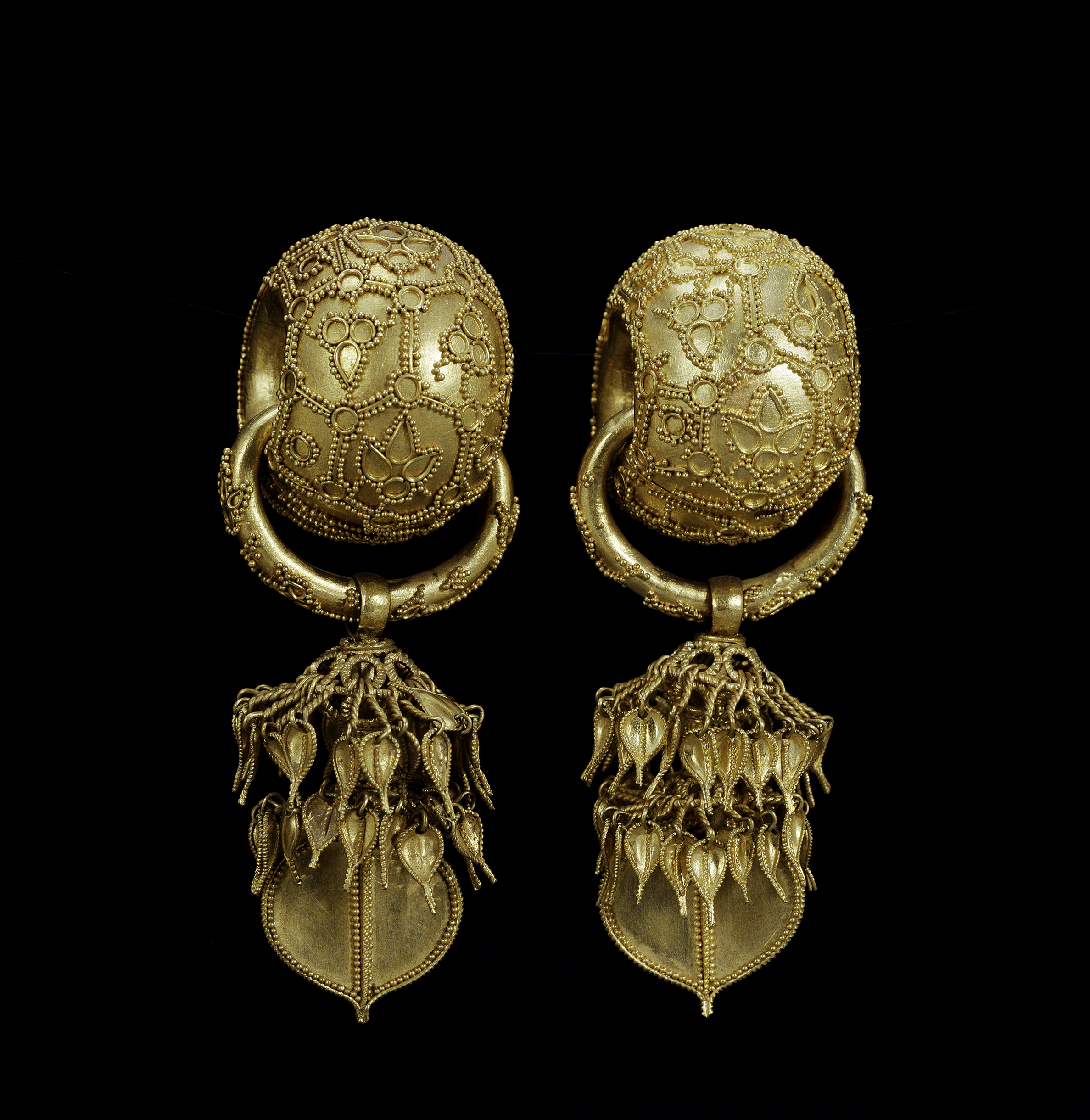
경주 부부총 금귀걸이
- 신라 토우와 토기
- 함통6년명 청동북

- 석양리 금제 띠고리
- 산수무늬 벽돌
- 경주 부부총 금귀걸이

### 중·근세관
고려시대부터 구한말까지의 한국 중세, 근세사를 다루는 전시공간이다. 고려 1·2실, 조선 1·2·3실, 대한제국실로 구성된다.
- 황비창천경
- 《고려사》

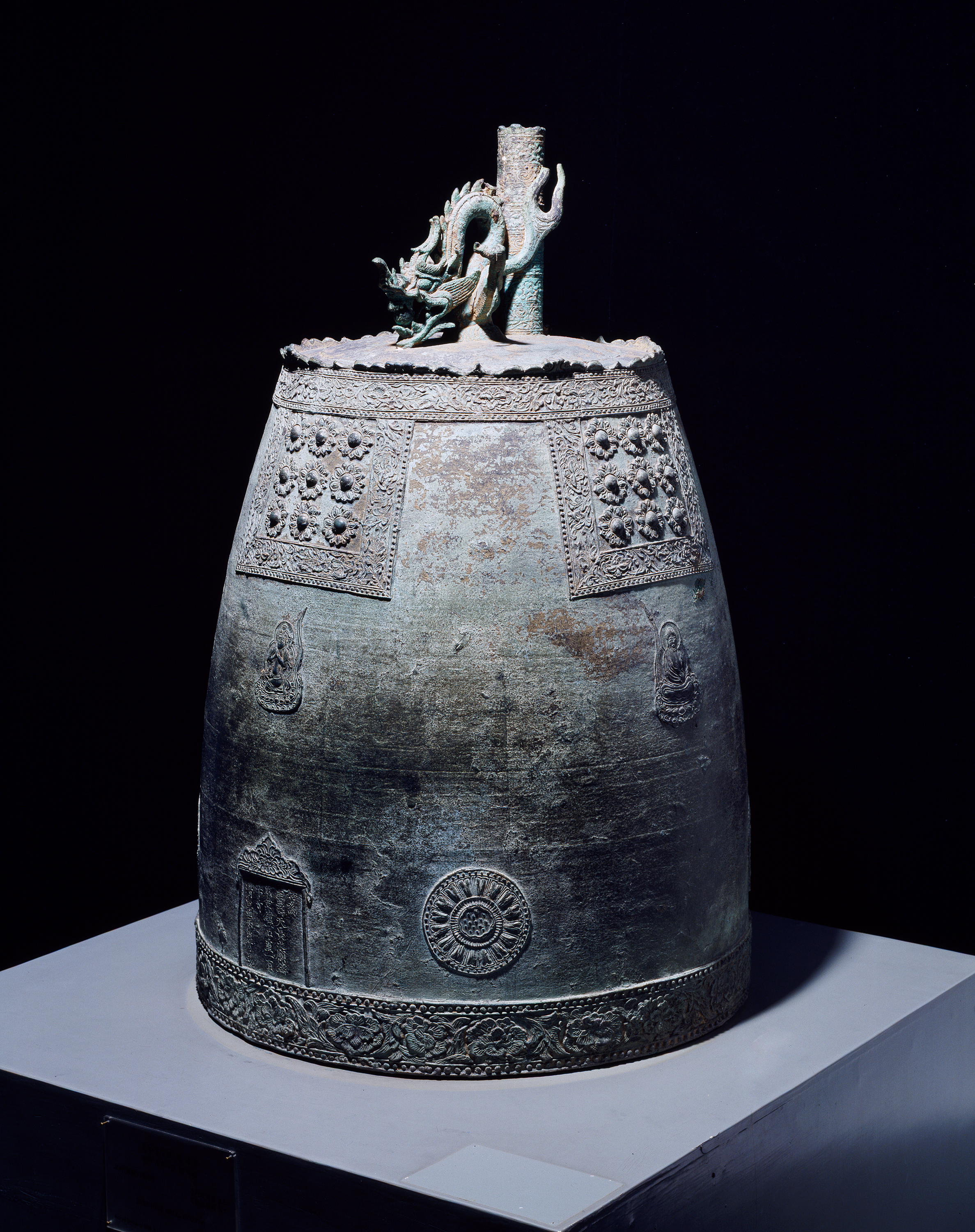
청녕 사년명 동종
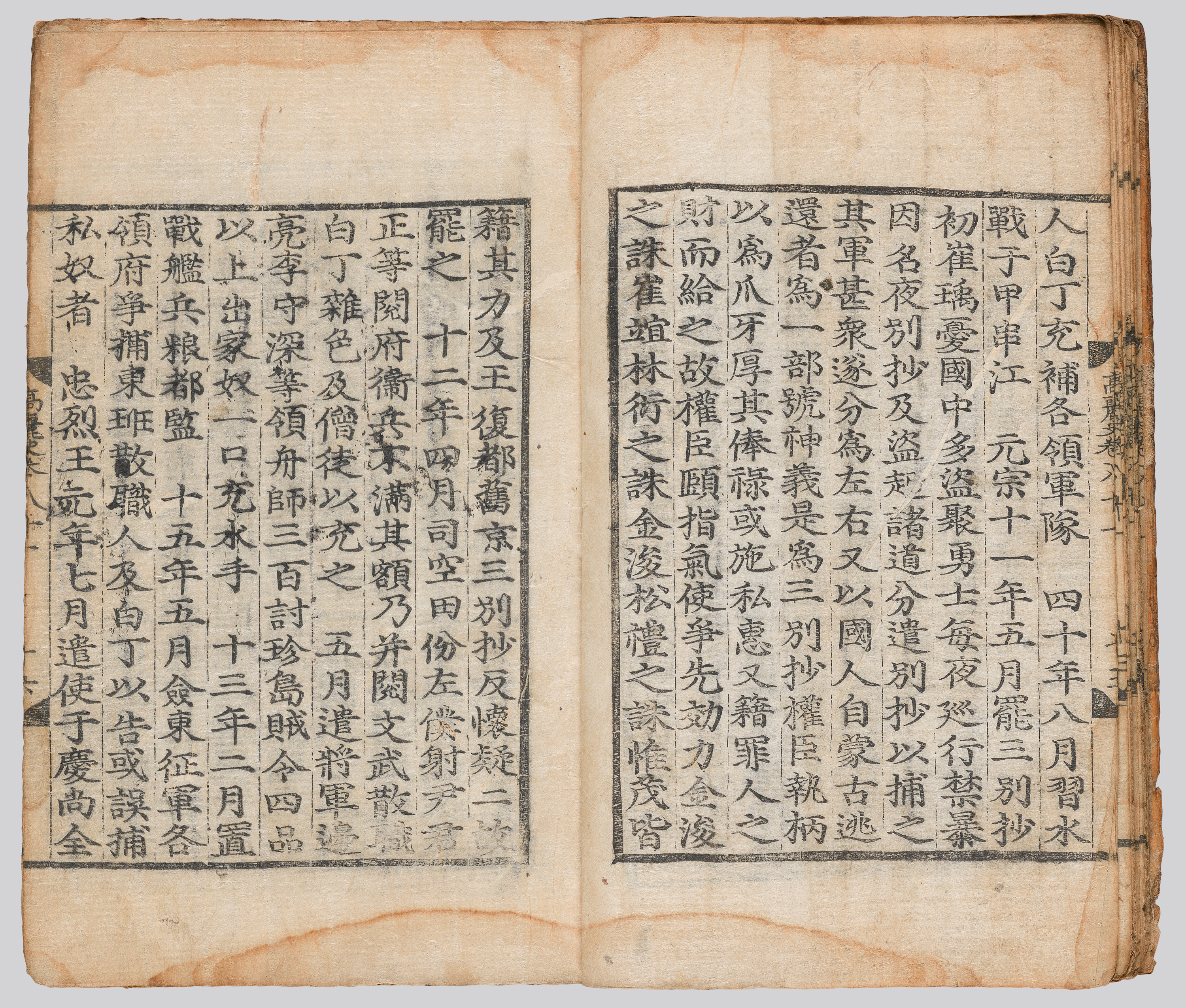
고려사

- 고려 금속활자 〈覆〉
- 《경국대전》
- 조선통보
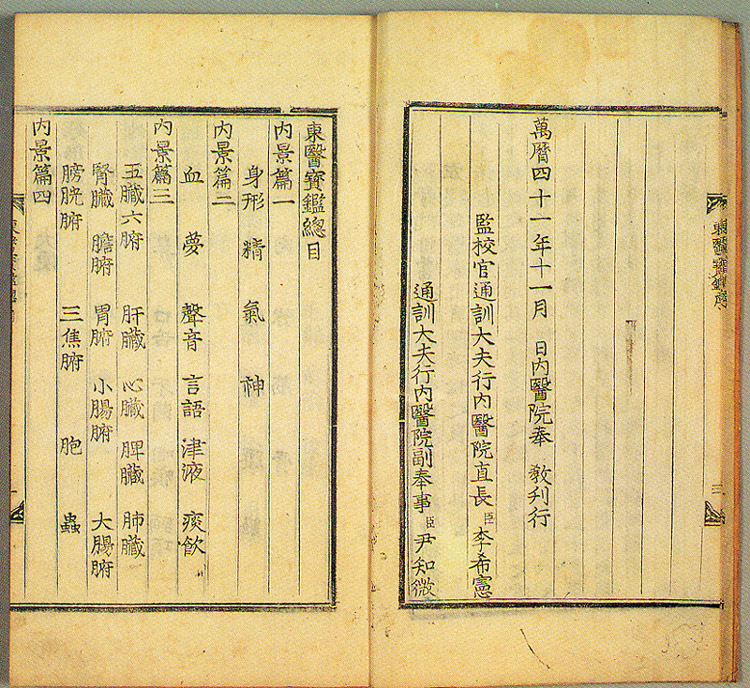
《국조보감》
- 《광해군일기》
- 《동의보감》
- 사도세자 청화묘지명
- 상평통보 당이전
- 《연암집》
- 마패
- 대동여지도 목판
- 순종 황태자 책봉 금책
- 《한국과 그 이웃나라들》

- 청녕 사년명 동종
- 고려사
- 동의보감

### 서화관
서화 I·II실, 불교회화실, 목칠공예실, 의궤실로 구성된다. 서화실의 경우 빛과 열에 손상되는 동양화의 특성상 연중 3회의 정기 교체를 실시하고 있다.
2005년 개관 당시 '서예실'이 있었으나 2017년 12월 서화실의 대대적 개편과 함께 '서화I실'로 개편되었다. 의궤실은 2024년 11월 서화II실의 부속공간으로 신설되었으며, 2011년 프랑스에서 반환한 외규장각 의궤를 단독으로 다루고 있다. 전시 루틴은 한 차례에 8책씩, 1년에 4차례 교체해 연간 32책을 공개하는 방식이다.
- 외규장각 의궤
- 호조랑관계회도
- 인왕제색도
- 송시열 초상
- 평양성도 병풍
- 최익현 초상
- 김홍도 필 풍속도 화첩
- 부석사 괘불도
- 사불회도

### 기증관
2005년 개관 당시 국립중앙박물관에 기증된 유물들을 기증자별로 구분하여 이홍근실, 기증문화재실, 김종학실, 유강열실, 박영숙실, 최영도실, 박병래실, 가네코실로 구성하여 전시하였다. 그러나 단조로운 전시공간 구성 탓에 예정 관람객이 현저히 낮다는 비판에 따라, 2022년부터 2년간 유물 중심의 대대적인 개편에 들어갔으며, 2024년 1월 모든 전시실의 개편을 마치고 정식으로 문을 열었다.
기증1실은 2022년에 개관하였으며 기증품 200여점을 벽면에 전시한 '나눔의 서재', 기증자의 이름과 발언을 새긴 '나눔의 길', 손기정이 기증한 고대 그리스 청동 투구의 단독전시실 등이 마련되었다. 기증2실~기증4실은 2024년에 개관하였으며 기증품을 특정 주제로 분류 전시하였다. 기증2실은 일제강점기와   한국전쟁 등의 혼란기에서 문화유산을 지키고 기증한 사례를, 기증3실은 문방과 규방공예나 해외 문화유산 등 다양한 재료와 주제의 '다채로운 세계'를, 기증4실은 현대미술 작가들이 문화유산의 영감을 받아 창작한 기증품으로 구성된 '전통미술의 재발견'을 테마로 삼았다.

### 사유의 방
대한민국 국보 반가사유상 두 점을 소개하는 전용실로, 2021년 11월 12일 개관하였다. 건축가 최욱이 설계한 전시 공간으로 길이 24m의 중형 공간에 사유상 두 점이 놓여져 있다.
기울어진 벽과 바닥, 천장을 통한 초현실적인 공간 연출과, 벽에서 나는 은은한 향기와 빛으로, 반가사유상의 미소를 보며 사유의 의미를 생각해 볼 수 있는 공간으로 의도되어 조성되었다. 감상에만 집중할 수 있도록 방 내부에는 별다른 설명문은 제공되지 않는다.
전시품
- 금동미륵보살반가사유상 (국보 제78호)
- 금동미륵보살반가사유상 (국보 제83호)

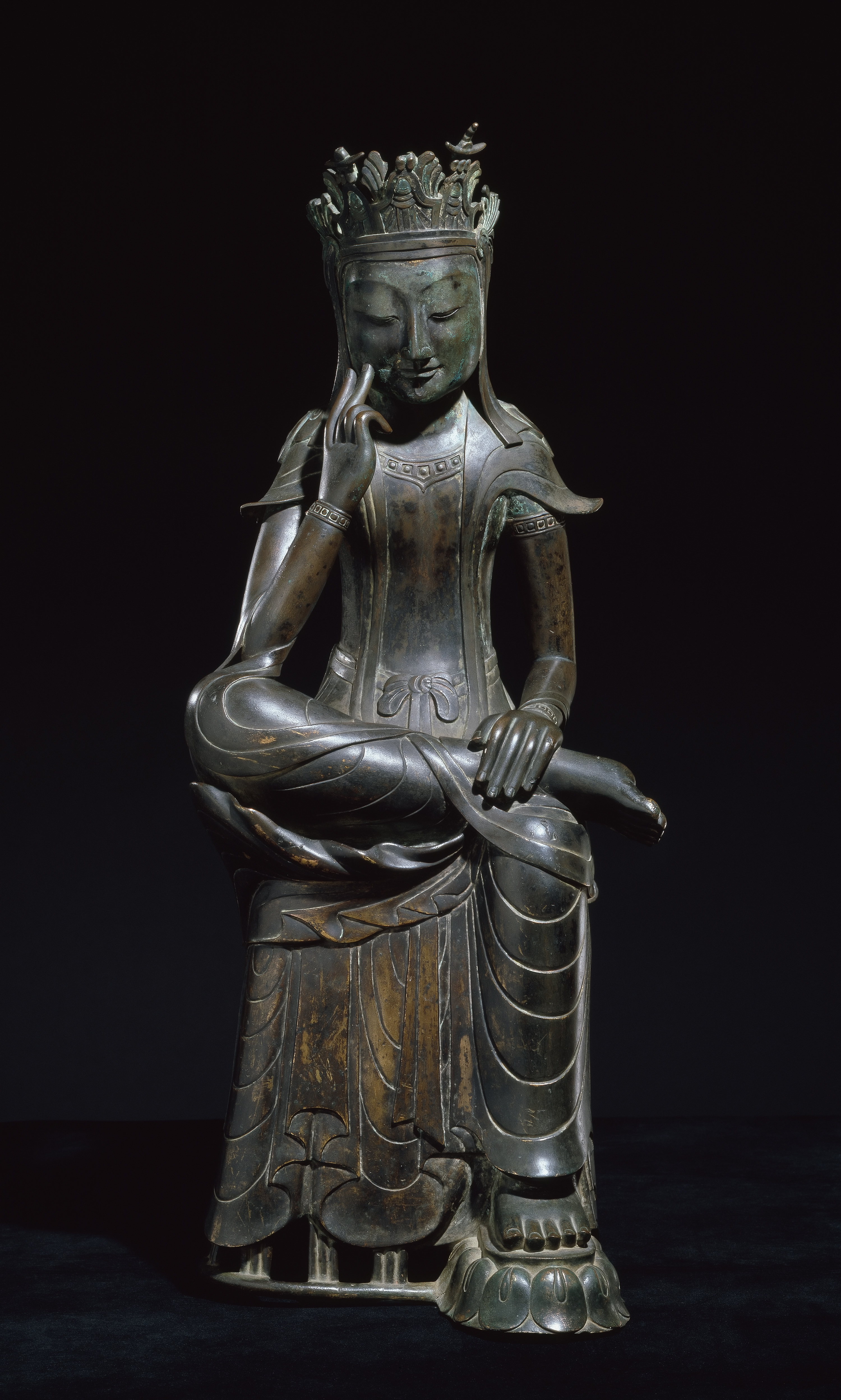
반가사유상
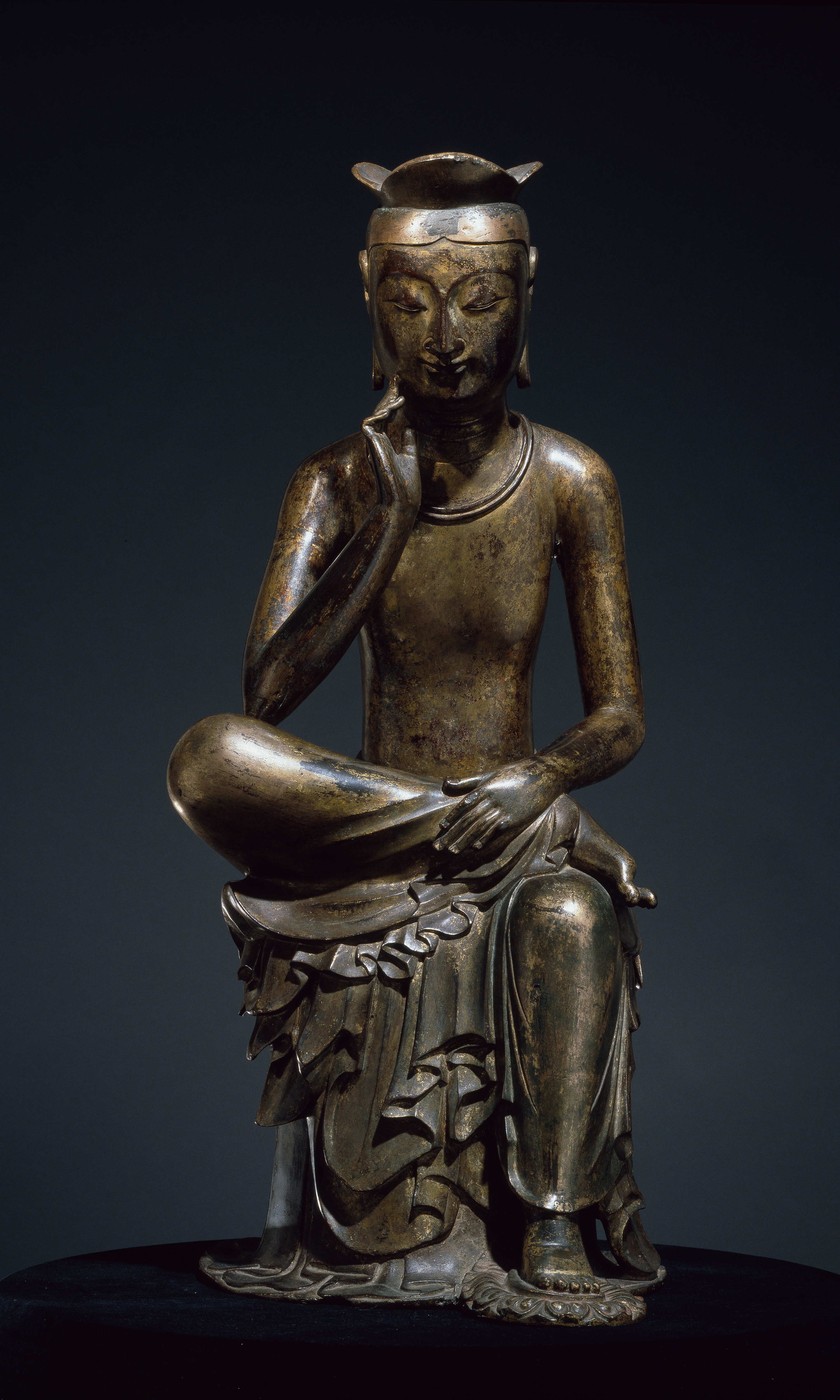
반가사유상

### 조각·공예관
도자공예실, 금속공예실, 불교조각실로 구성되며, 도자공예실은 다시 한번 청자와 분청사기·백자의 전시실로 나뉜다.
도자공예실은 2021년 2월 분청사기실과 백자실을 통합 개편하여 지금의 모습이 되었으며, 고려청자의 시작과 발전, 조선시대의 분청사기와 백자의 변화 및 기형과 기법을 소개한다.
금속공예실은 삼국시대부터 조선시대까지의 한국 금속공예 작품과 역사를 소개하며, 불교공예품과 입사기법의 공예품도 함께 소개한다.
불교조각실은 삼국시대부터 조선시대까지의 불교조각의 흐름을 소개하며, 통일신라와 고려시대의 대형 석불과 철불, 시대별 소형 금동불이 전시된다. 원래 맨유리로 구성된 전시실이었으나, 2011년 이후 박물관 디자인팀과 네덜란드 디자인업체와의 협업을 통한 개선작업으로 금속스크린이 설치되어 숙연하고 명상적인 분위기의 전시실로 연출되었다. 2021년 사유의 방 신설 이전에는 반가사유상이 1점씩 교대로 전시되던 공간이 자리해 있었으나, 현재는 금동관음보살좌상의 전시실로 대체되었다.
주요 전시품
- 청자 상감당초문 완
- 청자 상감운학문 매병 (보물)
- 청자 구룡형 주전자 (보물)
- 분청사기 상감운룡문 항아리
- 백자 달항아리 (보물 제1437호)

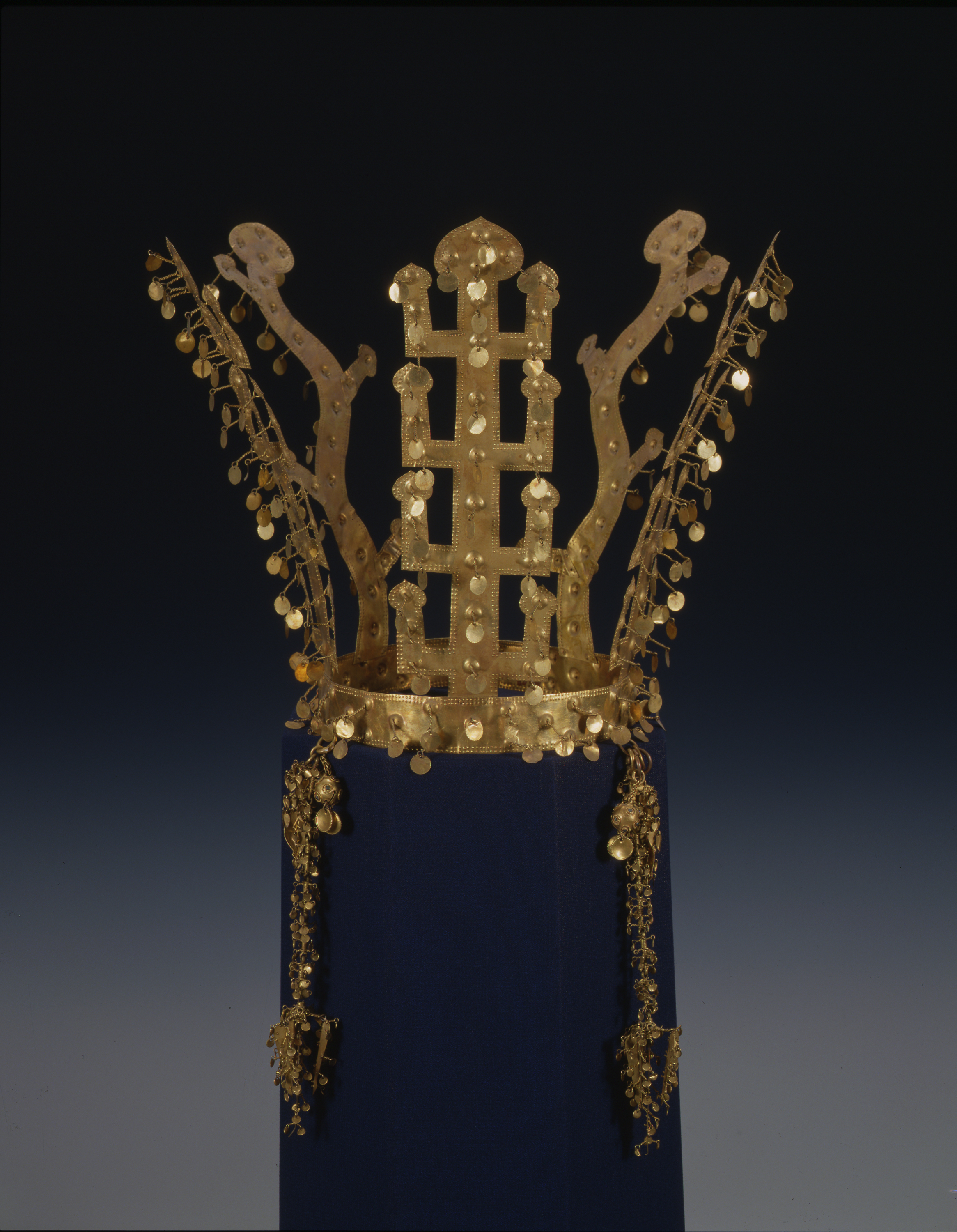
금령총 금관
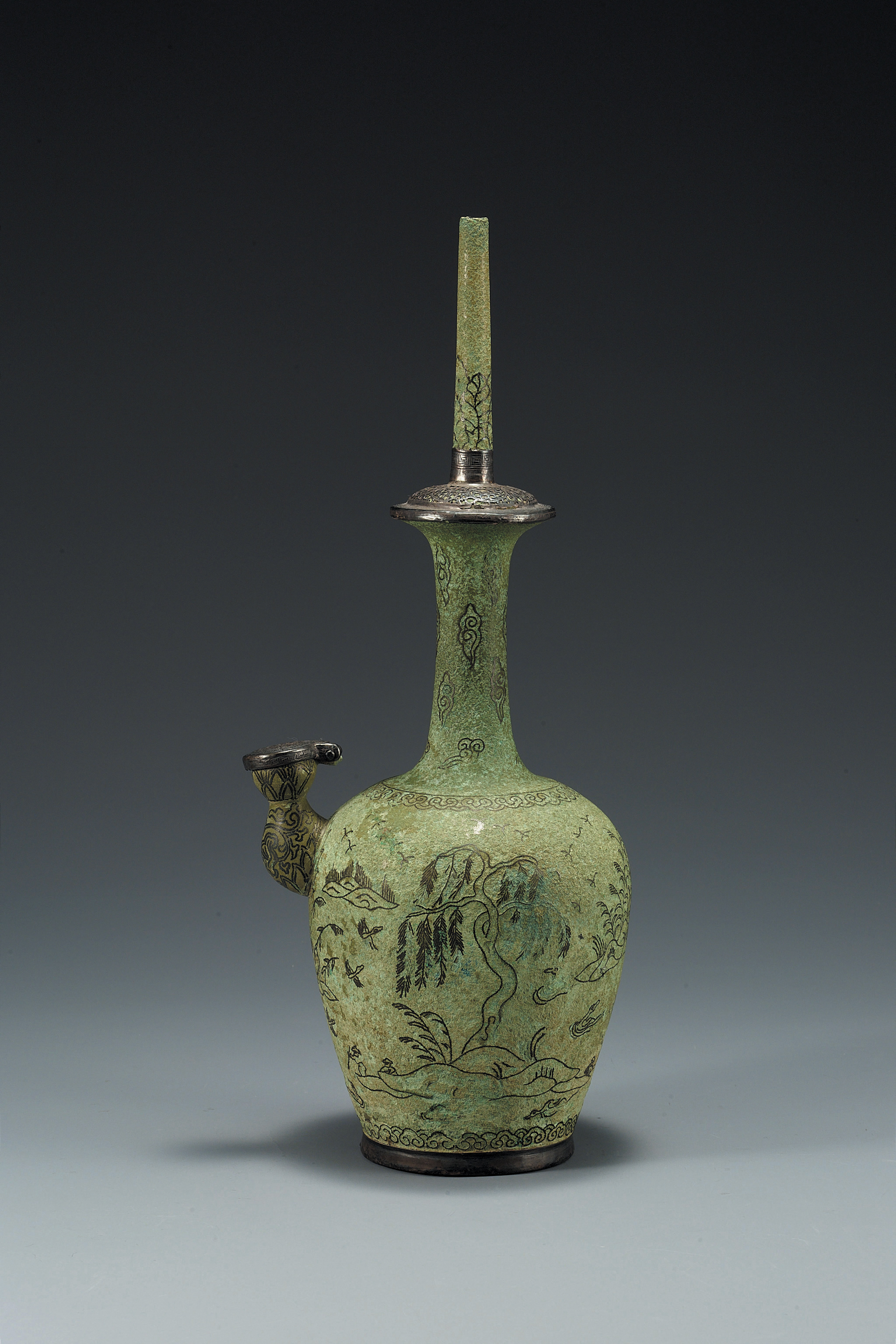
청동 은입사 포류수금문 정병
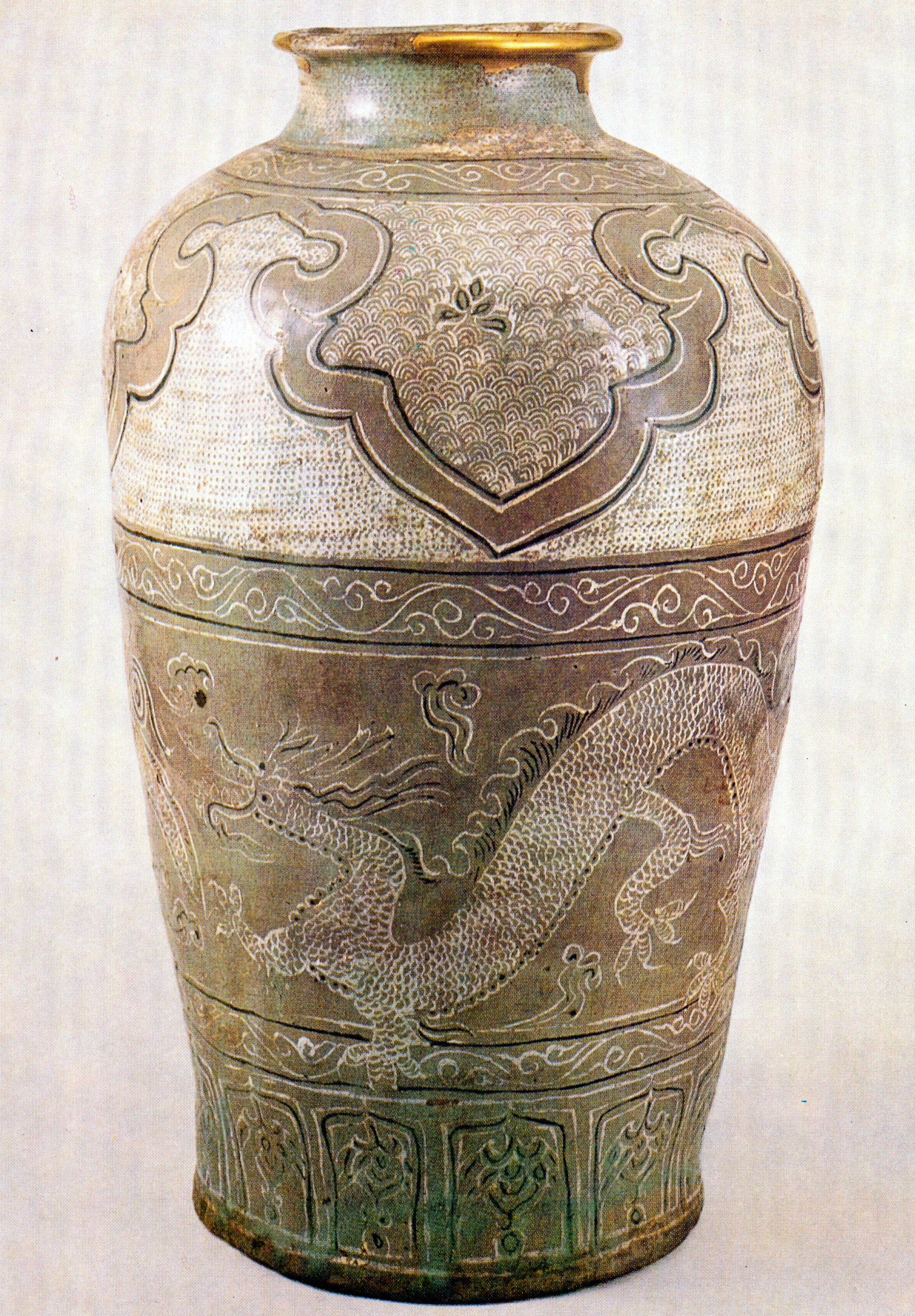
분청사기 상감운룡문 항아리
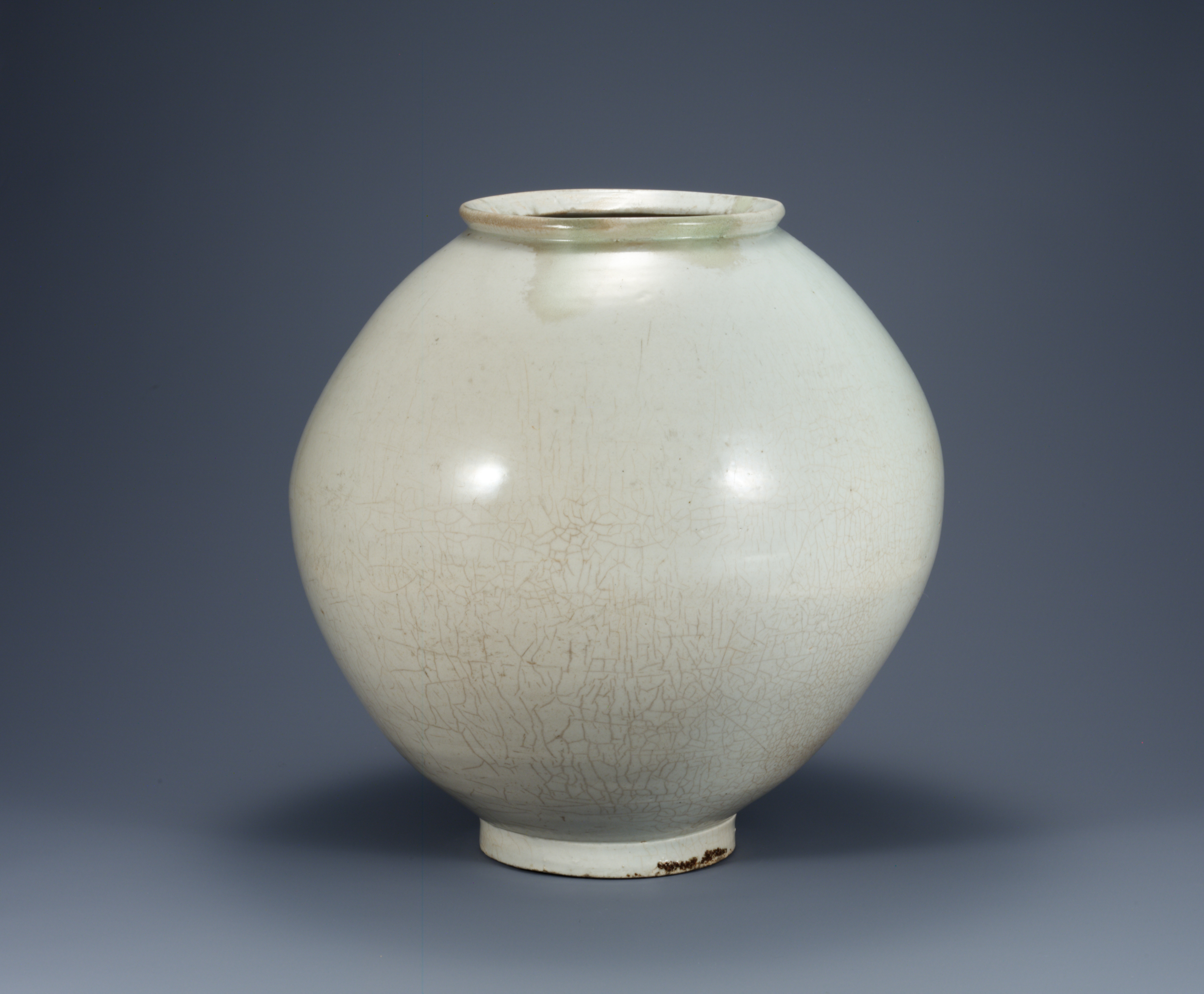
백자 달항아리

- 금동관음보살좌상
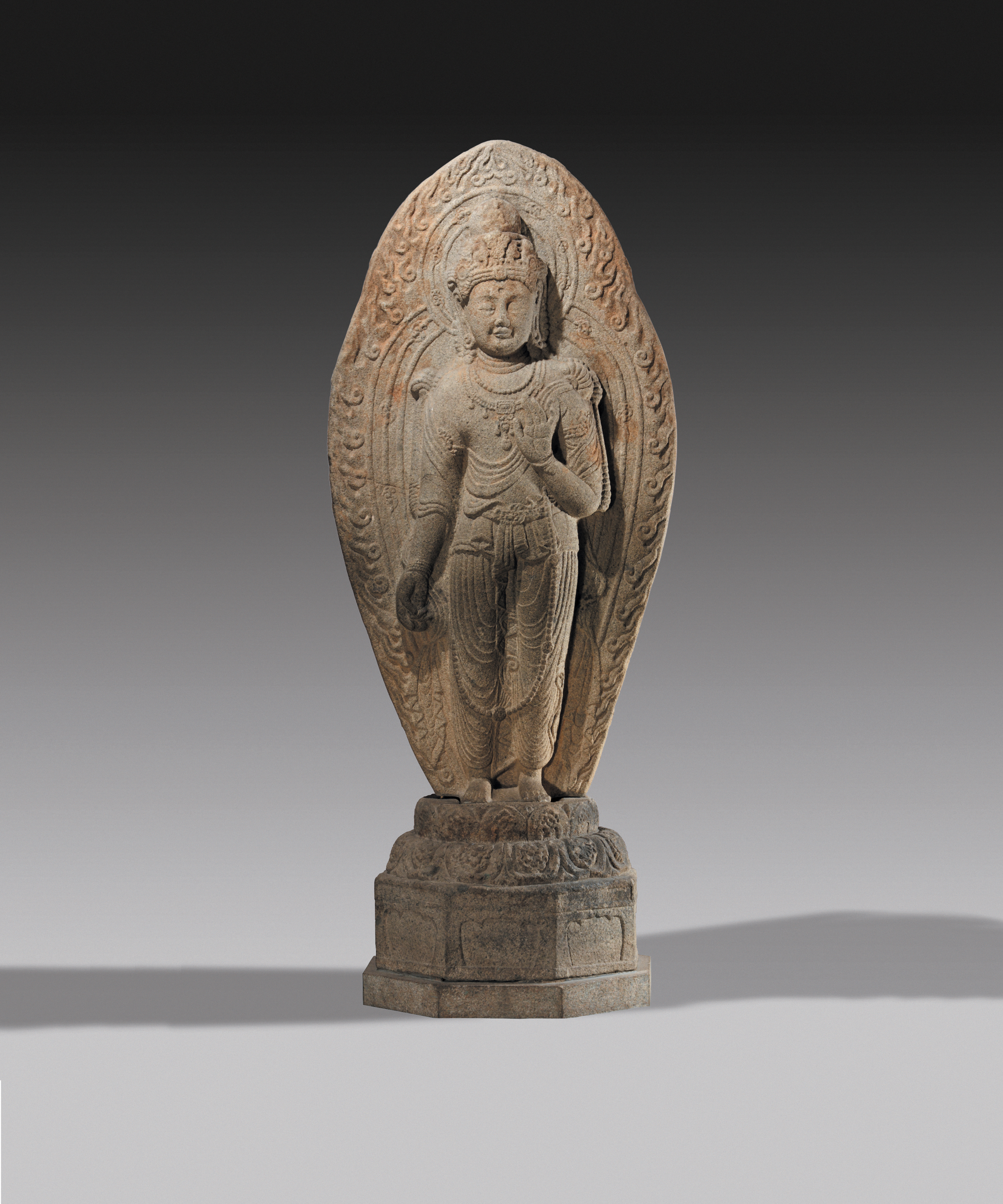
감산사 석조미륵보살입상

- 금령총 금관
- 청동 은입사 포류수금문 정병
- 분청사기 상감운룡문 항아리
- 백자 달항아리
- 석조미륵보살입상

### 세계문화관
세계문화관은 각국 문화를 소개하는 유물의 전시실로 구성되며, 박물관에서 수집 구입한 소장품과 더불어 해당국 박물관과의 대여 전시가 이뤄진다. 메소포타미아실, 중앙아시아실, 인도·동남아시아실, 중국실, 일본실, 세계도자실로 구성된다.
2005년 개관 당시 명칭은 '아시아관'이었으며, 중앙아시아실, 인도·동남아실, 중국실, 일본실과 더불어 낙랑군을 소개하는 '낙랑실', 신안 해저유물을 소개하는 '신안해저실'로 구성됐다. 도쿄국립박물관과 베트남 국립박물관 등의 해외 박물관 소장품을 차용 전시하는 식이었으나, 2007년 2월 아시아관을 전담운영하는 아시아팀을 발족하고, 해외 유물 수집품을 늘려나가면서 2007년 일본실, 2009년 중국실, 2010년 인도·동남아실 순으로 보강 개편하기 시작하였다.
2019년 말, 대대적인 개편과 함께 '세계문화관'으로 이름을 바꿨다. 미국 뉴욕시의 메트로폴리탄 미술관과의 협력으로 고대 이집트 관련 유물 94점으로 꾸려진 상설 전시실인 '이집트실'이 신설되어, 2019년부터 2022년 3월까지 운영되었다. 이집트관에서 전시된 대표 유물로는 람세스 2세의 부조, 토티르데스의 미라와 나무관, 따오기 관 등이 있었다.
2021년 1월에는 신안해저실을 '세계도자실'로 개편하여, 동서양의 도자기 243점을 2022년 11월까지 전시하였다. 기존 신안해저 도자유물을 비롯한 국립중앙박물관 소장품과 더불어, 네덜란드 국립도자박물관과 흐로닝어르 박물관 소장품 113점을 대여하여 도자기의 동서교류사를 소개하고 있다.
2022년 7월, 기존의 '이집트실'이 '메소포타미아실'로 개편되어, 미국 메트로폴리탄 미술관에서 소장 중인 고대 메소포타미아 지역의 유물 66점이 2024년까지 전시되었다. 대표 전시 유물은 신바빌로니아 제국 시대 바빌론의 이슈타르 문 장식, 쐐기문자 점토판 장부, 아시리아 제국의 원통형 인장 등이다. 2023년 6월부터 '세계도자실'을 '그리스·로마실'로 개편하였으며, 오스트리아 빈 미술사 박물관의 소장품을 대여해 2027년까지 전시하게 되었다.
주요 전시품
- 오타니 컬렉션
  - 복희와 여와 그림
  - 투루판 아스타나 230호 무덤 시신깔개의 당나라 관문서[36]
  - 베제클리크 석굴사원 서원화
- 간다라 보살상
- 상나라 세발솥 (정)
- 당나라 매를 든 인물도용
- 노가쿠 가면
- 《동해도53경》
- 겐지모노가타리 화첩
- 청자 각화 모란무늬 꽃병

## 소장품
국립중앙박물관 1949년 국립박물관 시절 유물 관리체계를 도입, 1996년 표준화된 관리코드를 사용하고 있는데, 각각 유물의 성격이나 입수배경을 나타내는 단어를 사용하고 있다. 조선총독부 박물관이 소장하고 있던 유물의 경우 '본관'(本館)을, 8.15 해방 직후 일본인들로부터 접수한 소장품은 '접수'(接受)를, 국립박물관 설립 후 신규 입수한 유물은 '신수'(新收)를 부여하였다.
1946년 국립박물관 개성분관(개성부립박물관)에서 인수한 유물은 '개성' (開城, 개)를,  1954년 한국전쟁 직후 남산의 국립민족박물관에서 인수한 유물은 '남산' (南山)을, 1969년 덕수궁 이왕가박물관에서 인수받은 유물은 '덕수' (德壽)를 사용하였다. 1975년부터 발굴 입수된 신안 해저유물의 경우 방대한 양과 더불어 14세기 동북아 해양무역이라는 성격을 지닌 일괄유물로서 '신안'(新安)을 부여하되, 같은 지역에서 도굴되었다가 회수된 유물의 경우 '신도'를 부여하였다.
이밖에 알파벳 'K'는 전란 등으로 유실되었거나 훼손된 것으로 여겨졌으나 다시 발견된 유물의 가(假)번호, 임시번호를 뜻하며, 'M'은 소장품은 존재하나 출처를 알 수 없는 유물에 대해 '무번'이라는 뜻에서 붙여지고 있다. M자가 붙여진 유물의 경우 2018년 기준 약 1만 4000여점에 달한 것으로 알려졌다.
국립중앙박물관의 소장품 규모는 2024년 기준 총 438,385점에 달한다. 2024년 12월 31일 기준 소장품 세부현황은 다음과 같다.
| 금속     | 토제      | 도자기   | 석       | 유리 보석 | 초제  | 나무    | 골각 패갑 | 지       | 피모  | 사직    | 종자  | 기타    | 계        |
| -------- | --------- | -------- | -------- | --------- | ----- | ------- | --------- | -------- | ----- | ------- | ----- | ------- | --------- |
| 21,887건 | 44,644건  | 59,384건 | 12,378건 | 39,587건  | 86건  | 5,326건 | 2,975건   | 23,126건 | 169건 | 3,330건 | 99건  | 1,697건 | 214,688건 |
| 67,518점 | 110,389점 | 99,721점 | 32,711점 | 52,502점  | 108점 | 9,140점 | 5,073점   | 51,967점 | 258점 | 6,664점 | 166점 | 2,148점 | 438,385점 |

## 행정

### 설치근거와 소관
「박물관 및 미술관 진흥법」 제10조 제1항, "국가를 대표하는 박물관과 미술관으로 문화체육관광부장관 소속으로 국립중앙박물관과 국립현대미술관을 둔다."라는 조항에 설치 근거를 두고 있다. 국립중앙박물관장은 차관급 정무직공무원으로 보하도록 되어 있다.
국립중앙박물관은 대한민국 문화체육관광부의 소속기관으로서, 고고학·미술사학·역사학 및 인류학 분야에 속하는 문화재와 자료를 수집·보존 및 전시하여 일반 공중의 관람에 제공하며, 이에 관한 연구·조사와 전통문화의 계몽·홍보·보급 및 교류에 관한 사무를 관장한다.
국립중앙박물관의 구체적인 소관 업무는 다음과 같다.
- 국내외 문화재의 보존·관리
- 국내외 박물관자료의 체계적인 보존·관리
- 국내 다른 박물관에 대한 지도·지원 및 업무 협조
- 국내 박물관 협력망의 구성 및 운영
- 그 밖에 국가를 대표하는 박물관으로서의 기능 수행에 필요한 업무

2022년 8월에는 문화체육관광부가 주관하던 세계 주요 박물관의 한국실 지원사업을 이관받아, 신규 설치, 공간 개선, 전시품 차용 등을 전담하게 되었다.

### 조직
| 행정운영단 - 행정지원과 - 박물관정보화과 - 시설관리과 - 고객지원팀 | 학예연구실 - 유물관리부 - 고고역사부 - 미술부 - 세계문화부 - 보존과학부 | 교육문화교류단 - 문화교류홍보과 - 전시과 - 교육과 - 어린이박물관과 - 디자인팀 |

| - 지방박물관 - 국립경주박물관 - 국립전주박물관 - 국립부여박물관 - 국립진주박물관 - 국립김해박물관 - 국립춘천박물관 - 국립익산박물관 - 국립광주박물관 - 국립대구박물관 - 국립공주박물관 - 국립청주박물관 - 국립제주박물관 - 국립나주박물관 |

## 교통과 관람
어린이 박물관과 야외 전시장이 별도로 갖추어져 있다. 1월 1일은 휴관이며, 2008년 5월 1일부터 상설전시관, 어린이박물관의 관람료는 무료가 되었다. 부설극장 '용'에서는 여러 가지 공연을 하며 전통염료식물원과 국립한글박물관 등의 부설 시설도 있다.
2017년 11월 13일부터는 문화체육관광부가 보안을 이유로 박물관 입구 앞에 보안검색대(일명 x-ray검색대)가 설치되어 검사를 받고 관람을 할 수 있게 되어 있다.

## 같이 보기
- 국립중앙박물관장
- 박물관 및 미술관 준학예사